# Đội tuyển bóng đá U-20 quốc gia Úc
Đội tuyển bóng đá U-20 quốc gia Úc là đội tuyển quốc gia dưới 20 tuổi đại diện cho Úc trên bình diện quốc tế. Đội được kiểm soát bởi Liên đoàn bóng đá Úc, hiện là thành viên của Liên đoàn bóng đá châu Á (AFC) và Liên đoàn bóng đá Đông Nam Á (AFF) kể từ khi rời Liên đoàn bóng đá châu Đại Dương (OFC) vào năm 2006. Biệt danh chính thức của đội là Young Socceroos.
U-20 Úc vô địch OFC mười hai lần và vô địch AFF ba lần. Đội đã tham dự Giải vô địch bóng đá U-20 thế giới 15 lần, thành tích tốt nhất là vị trí thứ tư vào các năm 1991 và 1993.

## Các kỷ lục

### Cầu thủ thi đấu nhiều nhất
Tính đến ngày 3 tháng 6 năm 2012
Cầu thủ in chữ đậm vẫn đang thi đấu cho đội tuyển.
| # | Tên             | Khoác áo | Bàn |
| - | --------------- | -------- | --- |
| 1 | Tommy Oar       | 33       | 4   |
| 1 | Mark Birighitti | 33       | 0   |
| 3 | Kofi Danning    | 30       | 3   |
| 4 | Matthew Jurman  | 26       | 0   |
| 5 | Ben Kantarovski | 25       | 2   |
| 5 | James Holland   | 25       | 5   |
| 7 | Andrew Redmayne | 24       | 0   |
| 7 | Craig Moore     | 24       | 0   |
| 7 | Scott McDonald  | 24       | 16  |
| 7 | Dylan McGowan   | 24       | 4   |

### Cầu thủ ghi bàn nhiều nhất
Tính đến ngày 23 tháng 6 năm 2013
Cầu thủ in chữ đậm vẫn đang thi đấu cho đội tuyển.
| # | Tên                | Bàn | Khoác áo |
| - | ------------------ | --- | -------- |
| 1 | Mark Viduka        | 32  | 20       |
| 2 | Scott McDonald     | 16  | 24       |
| 3 | Kostas Salapasidis | 13  | 14       |
| 4 | Kevork Gulesserian | 12  | 12       |
| 5 | Kerem Bulut        | 10  | 14       |
| 5 | David Williams     | 10  | 12       |
| 7 | Nick Carle         | 9   | 16       |
| 7 | Jamie Maclaren     | 9   | 16       |
| 8 | Ante Milicic       | 8   | 12       |
| 8 | Michael Ferrante   | 8   | 10       |
| 8 | Greg Owens         | 8   | 15       |